# Władysława Sieradzka
Władysława Sieradzka (ur. 26 czerwca 1891 w Zawierciu, zm. w grudniu 1942 w Berlinie) – członkini SZP-ZWZ.

## Życiorys
Władysława Sieradzka z domu Słaboszewska była córką Dominika i Wiktorii ze Zdankiewiczów. Mieszkała w Zawierciu i była właścicielką restauracji. W Służbie Zwycięstwu Polski-Związku Walki Zbrojnej od listopada 1939, a jej restauracja była punktem kontaktowym Inspekcji Rejonu ZWZ w Sosnowcu. Córka Krystyna i syn Teofil uczestniczyli również w jej pracy konspiracyjnej. W marcu 1942 wskutek zagrożenia zawieszono funkcjonowanie tego punktu. Do lipca 1942 zwlekała z wyjazdem z Zawiercia na teren Generalnego Gubernatorstwa pomimo przekazanego jej polecenia wyjazdu. Została aresztowana w połowie lipca. Skazana na śmierć „za zdradę stanu” po ciężkim śledztwie, które wytrzymała nie wydając nikogo. Wyrok wykonano w Berlinie.
Pośmiertnie została odznaczona Krzyżem Srebrnym Orderu Virtuti Militari.